# Eleuterio (nombre)
Eleuterio/a es un nombre propio masculino y femenino de origen griego en su variante en español. Proviene de{\displaystyle \;} Ἐλευθέριος ("liberador"), derivado de ἐλεύθερος ("libre"), de la raíz indoeuropea leudh (elevarse, subir), como el latín liber.

## Epítetos divinos
Eleutherios, en la Antigua Grecia, era epíteto de Dionisos y Eros; y, particularmente en Atenas a partir de las reformas legislativas de Solón (que prohibió la esclavitud por deudas), epíteto de Zeus.

## Santoral
26 de mayo: San Eleuterio, Papa nº 13 de la Iglesia católica de 175 a 189.

## Variantes
- Femenino: Eleuteria.
- Diminutivo: Lute.

### Variantes en otros idiomas
| Variantes en otras lenguas | Variantes en otras lenguas |
| -------------------------- | -------------------------- |
| Español                    | Eleuterio                  |
| Albanés                    | Eleuteri, Eleftheri        |
| Alemán                     | Eleutherius                |
| Asturiano                  | Eleuteriu                  |
| Búlgaro                    | Елевтерий (Elevterij)      |
| Catalán                    | Eleuteri                   |
| Checo                      | Eleuter                    |
| Croata                     | Eleuterije                 |
| Danés                      | Eleuterius                 |
| Eslovaco                   | Eleutér                    |
| Esloveno                   | Elevterij                  |
| Esperanto                  | Eleŭterio                  |
| Euskera                    | Eleuteri                   |
| Finlandés                  | Eleuterius                 |
| Francés                    | Éleuthère                  |
| Griego                     | Ελευθέριος (Eleuthérios)   |
| Holandés                   | Eleutherius                |
| Húngaro                    | Aladár                     |
| Inglés                     | Eleutherius                |
| Italiano                   | Eleuterio                  |
| Latín                      | Eleutherius                |
| Letón                      | Eleitērijs                 |
| Lituano                    | Eleuterijus                |
| Noruego                    | Eleuterius                 |
| Polaco                     | Eleuteriusz                |
| Portugués                  | Eleutério                  |
| Rumano                     | Eleuteriu                  |
| Ruso                       | Элевтерий (Elevterij)      |
| Serbio                     | Елеутерије (Eleuterije)    |
| Sueco                      | Eleutherius                |
| Ucraniano                  | Елевтерій (Elevterij)      |

## Otros personajes
- Eleuterio de Bizancio, obispo de Bizancio de 129 a 136.
- Eleuterio Huanca, personaje ficticio y protagonista de la obra cinematográfica boliviana La Bicicleta de los Huanca (1993).
- Eleuterio Sánchez (El Lute), personaje de la Postguerra en España